# Herman Olof Waldenström
Herman Olof Waldenström, född 25 februari 1837 i Råggärds socken, Älvsborgs län, död 31 mars 1908 i Åmål, var en svensk läkare.

## Biografi
Herman Olof Waldenström var son till komministern Fredrik Christoffer Waldenström i Råggärds socken. Han blev student vid Uppsala universitet 1855, medicine kandidat 1864 och medicine licentiat 18699.  Under åren 1870–1875  ar han distriktsläkare i Edsbergs distrikt, Örebro län, och sedan från 1875 stadsläkare i Åmål. 
Han blev andre bataljonsläkare vid Värmlands regemente 1872, förste bataljonsläkare där 1877, regementsläkare vid Värmlands fältjägarkår 1890 och tillhörde Fältläkarkårens reserv 1999–1901. Från 1879 var han järnvägsläkare vid Bergslagernas järnvägar. Vid Värmlands enskilda banks kontor i Åmål var han kontrollant från 1897.
I Åmål var han bosatt i Waldenströmska gården, ett kulturminnesmärkt byggnadskomplex som fått namn efter honom.

## Familj
Herman Olof Waldenström var gift två gånger. Första gången gifte han sig 1879 med Louise Petronella Larsson (1854–1882), dotter till vågmästaren Petter Larsson  och Louise Segerstedt, Åmål. De fick en son och en dotter, födda 1880 respektive 1881. Andra gången gifte han sig 1901 med Elly Hedvig Elisabet Lindgren, född Björlin (1853–?), änka efter rådmannen A.F. Lindgren.

## Utmärkelser
- Riddare av Vasaorden 1887
- Riddare av Nordstjärneorden 1897 [1]